# Bloody Fist Records
Bloody Fist Records est un label discographique indépendant australien de musique industrielle et techno hardcore, basé à Newcastle, actif entre août 1994 et octobre 2004,, puis depuis les années 2010. Le label impliquait auparavant des genres musicaux orientés techno hardcore et gabber, industrielles, breakbeat et bruitistes. 
Fondé par Mark Newlands du groupe Nasenbluten en 1994, le label démarre avec la distribution de cassettes audio pour par la suite devenir l'un des labels les plus respectés de la scène hardcore. Des compositions de Nasenbluten importées au label Industrial Strength Records ont amené une plus grande notoriété dans la scène internationale.

## Histoire
Le projet Bloody Fist Records démarre aux alentours de 1990-1991 à Newcastle en Australie. C'est à partir d'août 1994 que Mark Newlands, du groupe Nasenbluten décide de fonder le label à la suite de son extrême insatisfaction de l'industrie musicale australienne. Dans une entrevue, Newlands explique son expérience personnelle : « quand Bloody Fist a démarré, les autres ont essayé de me dire quoi faire, quelle musique commercialiser. Je ne les ai pas écouté. Et j'en suis fier. Faites ce que vos avez envie. Ne répondez à personne. Prenez des risques. Tirez-vous dans le pied de temps à autre. Plus tard, vous apprendrez de vos erreurs et vous vous sentirez mieux. » Dès ses débuts, ce n'est que depuis un petit local au sein de Newcastle que Newlands dirige le label, y compose de la musique, organise des performances DJ dans le monde entier (sous le pseudonyme de Mark N ou avec le groupe Nasenbluten). D'après lui, avant la création de Bloody Fist, la scène hardcore en Australie était vraiment petite ; la plupart des musiques hardcore en Australie viennent depuis une seule ville, comme Melbourne et Sydney, mais il pense que la majorité de la techno hardcore viennent de Newcastle. Le label a permis la percée mondiale du breakcore.
Bloody Fist est désormais perçu comme l'un des labels les plus influençables de la scène techno hardcore. Durant ses 10 années d'existence, le label enregistre une cinquantaine d'albums ; le titre le plus bruitiste du label semblerait être Untitled de Fraughman, datant de 1998. Avec des titres tels que 500/600/1200 (1994) et Intellectual Killer, Nasenbluten et Bloody Fist amènent la musique gabba à des sonorités extrêmes. Leur titre Blows T' the Nose (1995) distribué par Industrial Strength Records reprend les voix du groupe de hip-hop Public Enemy et s'avère être le titre le plus innovant du genre. Cependant, Newlands fut réticent de découvrir l'émergence du happy hardcore, à l'époque considéré comme du gabber. Il répond « je n'ai jamais perçu la musique hardcore comme de la musique « happy ». » De ce fait, lui et son groupe distribue leur double-EP intitulé 100% No Soul Guaranteed pour les gens qui considéraient le gabba comme « monotone, inhumain, et sans âme » ce qu'affirme Newlands.
Les artistes et groupes signés chez Bloody Fist impliquaient Syndicate, Xylocaine, Memetic, Guyver, Nasenbluten, et Newlands lui-même sous le nom de Overcast. En octobre 2004, le label cesse toute activité après dix années d'existence,. Bloody Fist Records revient dans les années 2010 pour rééditer sa discographie.

## Discographie

### Albums studio
- 1993 : Transient Ischemic Attack – dEAdGirL Records (cassette)
- 1993 : Live at Wobble – dEAdGirL Records (album live, cassette)
- 1993 : You're Going to Die – dEAdGirL Records (cassette)
- 1994 : I'll Make Them Pay – dEAdGirL Records (2×LP)
- 1995 : We've Got the Balls – Bloody Fist Records (2×LP)
- 1995 : 100% No Soul Guaranteed – Industrial Strength Records
- 1996 : N of Terror – Bloody Fist Records (2× cassette)
- 2001 : Dog Control – Bloody Fist Records (3×LP)